# 昼ドキ!TV やまがたチョイす
『昼ドキ!TV やまがたチョイす』（ひるドキティービー やまがたチョイす）は、さくらんぼテレビで土曜昼に放送されているローカル生ワイド番組。

## 概要
2014年4月5日にスタート。放送時間は毎週土曜 12:00 - 13:00（日本標準時）。さくらんぼテレビが制作する番組としては初の情報生ワイド番組である。
2021年3月までは、本放送の当日深夜に再放送を行っていた。その当時の再放送は1時間枠で、本放送そのままの内容を流していたが、同年4月9日からは替わって金曜の昼下がりに、本放送の内容を30分にまとめたダイジェスト番組『チョイすな金曜日』を放送していた（2023年3月31日終了）。そして2023年4月7日からは、「やまがたラーメン道」のコーナーのみをダイジェストにしたミニ番組『おかわり！ラーメン道』を毎週金曜 22:52 - 23:00 に放送している。
2023年3月18日放送時に、10周年目を迎えるにあたって大幅な番組リニューアルを実施することを発表した。

## 主な企画
いまコレ
旬の食べ物レシピや自然の風景、流行やライフスタイルなどのお役立ち情報を、時には中継を交えて伝える。
街ぶら散歩
山形県内各地を市町村単位で、地元の人の案内で一緒に商店街や集落などを巡る。
2017年1月から4月までは、ミッチーチェンが県内各地の日帰り温泉を訪ねる内容になっていた。
2018年4月から11月までは、ミッチーチェンが県内の山を登山する「山ぶら散歩」として放送。
（8月中は猛暑のため、12月から翌年3月までは積雪で登山が不可能なため、ミッチーチェンの「街ぶら散歩」を再開）
やまがたラーメン道
人気コーナー。担当アナウンサーはタキシード姿で登場していた。
一時期は、ミッチーチェンが担当していたが、2023年4月1日放送回より太田プロ所属のお笑いトリオ「モシモシ」の「まぐろ」（山形県・出身、山形南高卒、元お笑いコンビ「バーニーズ」2018年解散）が担当することになリ、服装もTシャツの上にジャケットというラフな格好となった。
情報誌『ZERO☆23』とのコラボ企画で、各地のラーメン店をオリジナルの視点で紹介する。
2015年9月までは、同誌の大山めぐみ編集長とともにラーメン店を訪れていた。
現在は老舗から新店まで幅広く紹介している。
2023年4月7日からは、このコーナーの1週前の内容を再編集したミニ番組『おかわり！ラーメン道』が放送されている。
スゴ技図鑑
身近な日常品から、伝統工芸、そして世界に通じる製品まで、山形の職人や技術者の持つ“スゴい技”をリポートする。
夏休み期間中には、スゴ技図鑑 KIDS編として、スゴい特技を持った小学生を紹介した。
お出かけ中継隊
毎週県内各地から中継を送る。中継は主に番組冒頭と中盤の2回。
また、中継先が山形市内など局に近い場合、番組エンディングにスタジオにお土産を持って駆けつけることもある。
2023年4月1日放送回より、県出身のアーティスト「MICHICA」が担当することになった。
ハッピーご長寿
山形の元気なお年寄りの何気ない日常生活を取材させてもらいながら、苦労話や人生観、長寿の秘訣などをお年寄り自身の言葉で教えてもらう。
全員集合！スーパーKIDS
スゴ技図鑑KIDS編をコーナー化。2020年の東京五輪出場を目指す山形県のキッズアスリートをピックアップして紹介する。
知っとくヤマザワ
番組エンディング後に、県内のヤマザワのお得情報などをアナウンサーが紹介している。

## 出演者

### メインMC
- 重松沙恵（SAYアナウンサー、2021年4月3日 - ）[注 1]
- 深堀遥菜（フリーアナウンサー、2025年4月5日 - ）

### 週替わりMC
- 三浦昌朗（ロケット団）[注 2]
- ミッチーチェン（山形ローカルタレント）[注 2][注 3]

### リポーター
- MICHIKA（山形マルチタレント、2023年4月1日 - ）

## 過去の出演者

### メインMC
- 白田貴彦（2014年4月5日 - 2015年3月28日、2015年5月16日 - 5月23日、2022年6月4日）
- 湯浅知里（2014年4月5日 - 2016年12月24日）
- 坂井孝輔（2015年4月4日 - 5月9日）
- 杉卓弥（2015年5月30日 - 2017年2月25日）
- 生明辰也（2020年1月11日 - 2021年3月27日）
- 古畑あずみ（2020年10月3日 - 2022年3月26日）
- 岸波香桜（2022年4月2日 - 2022年4月30日）
- 岡本采子（2022年5月7日 - 2023年3月18日・2023年5月6日 -  2025年1月25日）[注 4]

### リポーター
- 丹後谷愛（2014年4月5日 - 2015年3月28日）
- 世永聖奈（2015年4月4日 - 2017年2月25日）
- 伊藤永夏（2017年1月7日 - 2020年9月26日）
- 白橋昌磨（2017年3月4日 - 2019年12月28日）
- 松井千織（2017年4月1日 - 2017年9月）
- 中濱綾那（2017年10月 - 2019年6月）
- 岸波香桜（2020年1月12日 - 2020年9月26日）
- 重松沙恵（2020年10月3日 - 2021年3月27日）
- 杉田元気（2021年2月20日 - 2022年4月30日）[注 5][注 6]
- 宮本大句見（2022年5月7日 - 2023年3月18日）
- 岡本采子（2023年4月1日 - 2023年4月29日）[注 4]
- 渡邉百音（2023年12月2日 - 2025年3月29日）

### レギュラー
- 佐藤正宏（天童市出身・WAHAHA本舗、2014年4月5日 - 2023年3月4日）
- 白崎映美（酒田市出身・歌手、2014年4月5日 - 2023年3月18日）

週替わりレギュラーの2人がスケジュール上の都合などで出演できない場合、山形県住みます芸人（2014年 - 2018年）であったロケット団の三浦昌朗や笑福亭笑助など、山形県出身、またはゆかりのタレントが出演していた。
佐藤、白崎共に年末などの特別放送や企画に関しては、出演を継続する予定。

## コロナ禍でのレギュラー陣の対応
2020年2月より拡大したコロナ禍と緊急事態宣言などによって佐藤、白崎の2名とも山形県に移動できなくなり、出演を見合わせていたため、ミッチーチェンが代役として出演していた。また佐藤、白崎共に時々ビデオメッセージ等での出演をしていた（ミッチーチェンに対して毎回、登場時にゲストとして紹介されるのに加え、過去のMCである伊藤永夏からも「永遠のピンチヒッター」と肩書きを付けられたこともある）。
佐藤正宏は2022年4月23日の中継リポーターとして、白崎映美は2022年4月30日からスタジオ出演に復帰した。